# Inhoud (volume)

Bepaling van de inhoud van een onregelmatig voorwerp door waterverplaatsing

De inhoud of het volume van een voorwerp (lichaam) is de grootte van het gebied dat door dit voorwerp wordt ingenomen in de driedimensionale ruimte. Als basis in drie dimensies geldt dat de inhoud van een rechthoekig blok gelijk is aan lengte × breedte × hoogte. De inhoud van een voorwerp is nu bepaald door het aantal eenheden met lengte, breedte en hoogte elk 1 cm, dus inhoud 1 cm3, die in het voorwerp passen. 
Men bepaalt het volume van een voorwerp {\displaystyle V} door de ruimte op te delen in volumes {\displaystyle \Delta V} van 1 eenheid, en de eenheden die in {\displaystyle V} liggen op te tellen. Omdat niet elke eenheid precies wel of niet in {\displaystyle V} ligt geeft dit een benadering:
{\displaystyle I(V)\approx \sum _{i}\Delta V_{i}}
Door de eenheden steeds kleiner te nemen wordt deze benadering nauwkeuriger. Dit limietproces leidt tot een ruimtelijke integraal die in de onderstaande formule is gegeven.
De SI-eenheid van inhoud is de kubieke meter, m3.

## Formule
De inhoud van een willekeurig object kan berekend worden uit {\displaystyle \iiint _{V}\mathrm {d} v}, waarbij de integraal loopt over het ruimtelijk gebied {\displaystyle V} dat door het object wordt ingenomen.

### Voorbeeld
Het volume {\displaystyle I} van de cilinder met hoogte {\displaystyle h} en straal {\displaystyle r} van het grondvlak, met de z-as als cilinderas en staande op het xy-vlak, berekenen we als:
{\displaystyle I=\int _{x=-r}^{r}\int _{y=-{\sqrt {r^{2}-x^{2}}}}^{\sqrt {r^{2}-x^{2}}}\int _{z=0}^{h}\mathrm {d} z\mathrm {d} y\mathrm {d} x=2h\int _{-r}^{r}{\sqrt {r^{2}-x^{2}}}\mathrm {d} x=\pi r^{2}h}

## Generalisatie
De maattheorie levert een algemene definitie voor het begrip inhoud aan de hand van een maat, meer bepaald de Lebesgue-maat op {\displaystyle \mathbb {R} ^{3}}. Het {\displaystyle n}-dimensionale volume van een {\displaystyle n}-dimensionaal blok is het product van de {\displaystyle n} afmetingen; hieruit volgt het {\displaystyle n}-dimensionale volume van een {\displaystyle n}-dimensionaal lichaam door dit in blokken op te delen en de volumes op te tellen, en dan de limiet te nemen waarbij de afmetingen van de blokjes naar nul gaan.

## Voorbeelden
De inhoud van enkele standaardobjecten:
- kubus met ribbe {\displaystyle r}: {\displaystyle \ I=r^{3}}
- balk met lengte {\displaystyle L}, breedte {\displaystyle B} en hoogte {\displaystyle H}: {\displaystyle \ I=L\times B\times H}
- cilinder met straal {\displaystyle r} en lengte {\displaystyle L}: {\displaystyle \ I=\pi Lr^{2}}
- kegel met hoogte {\displaystyle h} en straal {\displaystyle r} van het cirkelvormige grondvlak: {\displaystyle \ I={\tfrac {1}{3}}\pi hr^{2}}
- piramide met hoogte {\displaystyle h} en oppervlakte van het grondvlak {\displaystyle G}: {\displaystyle \ I={\tfrac {1}{3}}h\times G}
- bol met straal {\displaystyle r}: {\displaystyle \ I={\tfrac {4}{3}}\pi r^{3}}
- ellipsoïde met stralen {\displaystyle r_{1},\,r_{2}} en {\displaystyle r_{3}}: {\displaystyle \ I={\tfrac {4}{3}}\pi r_{1}r_{2}r_{3}}

## Volume en inhoud
Bij een hol voorwerp wordt met de inhoud meestal bedoeld het volume binnenin. Dit is het totale volume, verminderd met het volume van het voorwerp zelf (de wanden opzij, boven en onder). Dit geldt met name als men er iets in kan doen of als er iets in zit dat men er uit kan halen om het te gebruiken, bijvoorbeeld een beker, pot, fles, vat of doos.
Om duidelijk te maken wat men bedoelt kan men bijvoorbeeld spreken van 'het volume binnen de fles', 'het volume van het lichaam zonder lucht' of 'het totaalvolume van het lichaam'. 